# Mota Claran
Der Mota Claran (deutsch Claranfluss, auch Mota Klaran) ist ein zumeist trockener Fluss in der Gemeinde osttimoresischen Dili.
In der Regenzeit von Ende November bis April wird er durch den Zusammenfluss von Benamauc und Bemori gebildet. Der Benamauc entspringt im Suco Becora, durchquert auf seinem Weg nach Norden den Suco Camea und bildet dann die Grenze zwischen Becora und Bidau Santana. Der Bemori entspringt im Suco Lahane Oriental und folgt dann der Grenze zu Becora im Osten und Lahane Oriental und Culu Hun im Westen. Wo die Sucos Culu Hun, Becora und Bidau Santana aufeinandertreffen, vereinigen sich die Flüsse zum Mota Claran, der dann durch Bidau Santana fließt und schließlich in die Bucht von Dili mündet. Die Mündung ds Mota Claran liegt nahe jener des Mota Bidau, der westlich des Mota Claran fließt. Kurz vor der Mündung führt die 2019 eingeweihte Brücke Ponte B. J. Habibie über den Mota Claran.

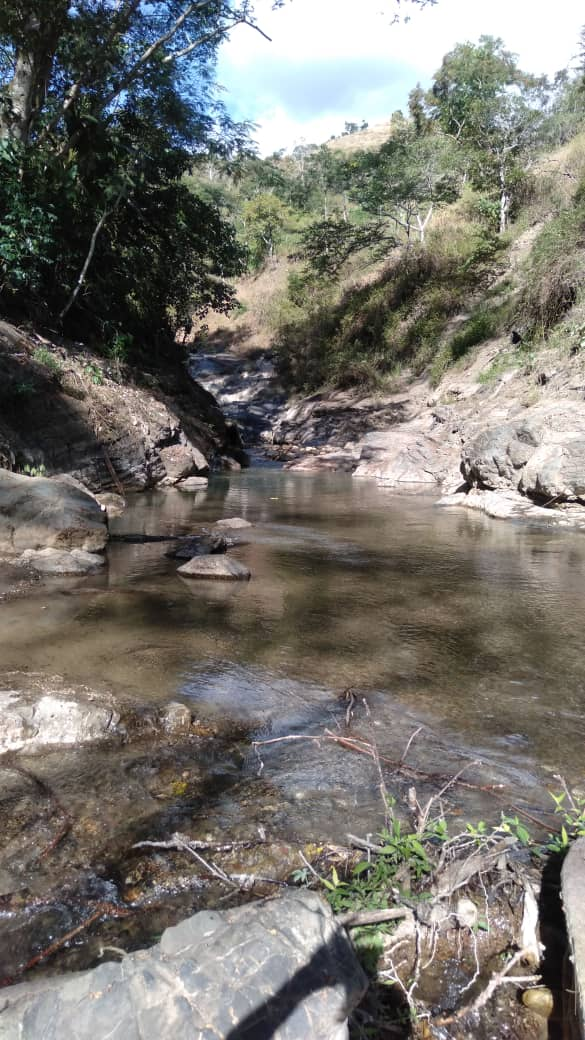
Der Benamauc in Becora
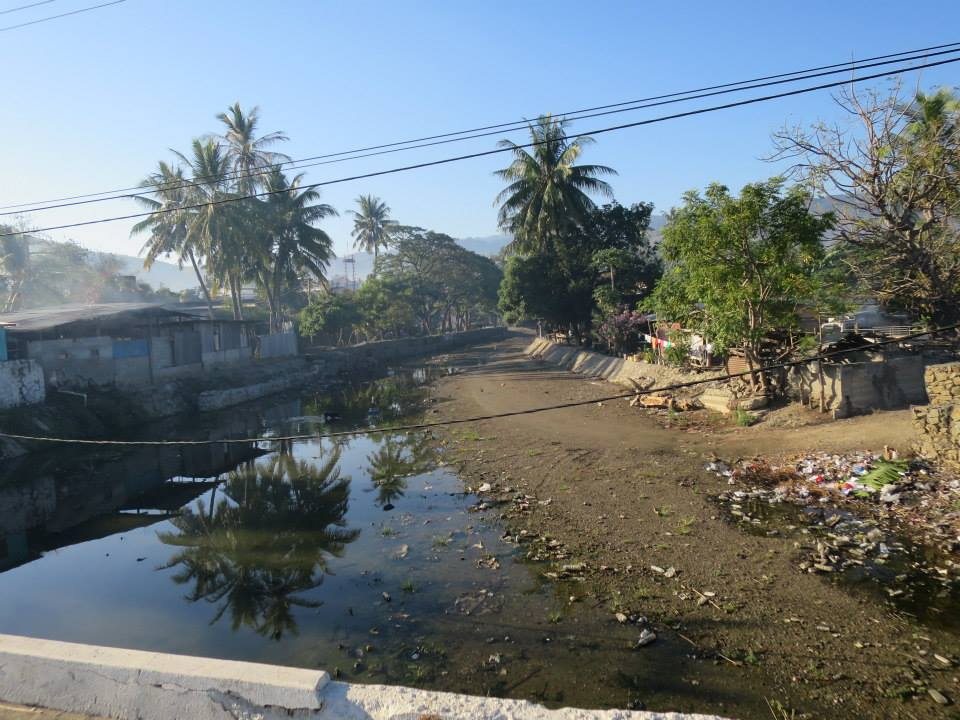
Nahe der Mündung des Mota Clarans
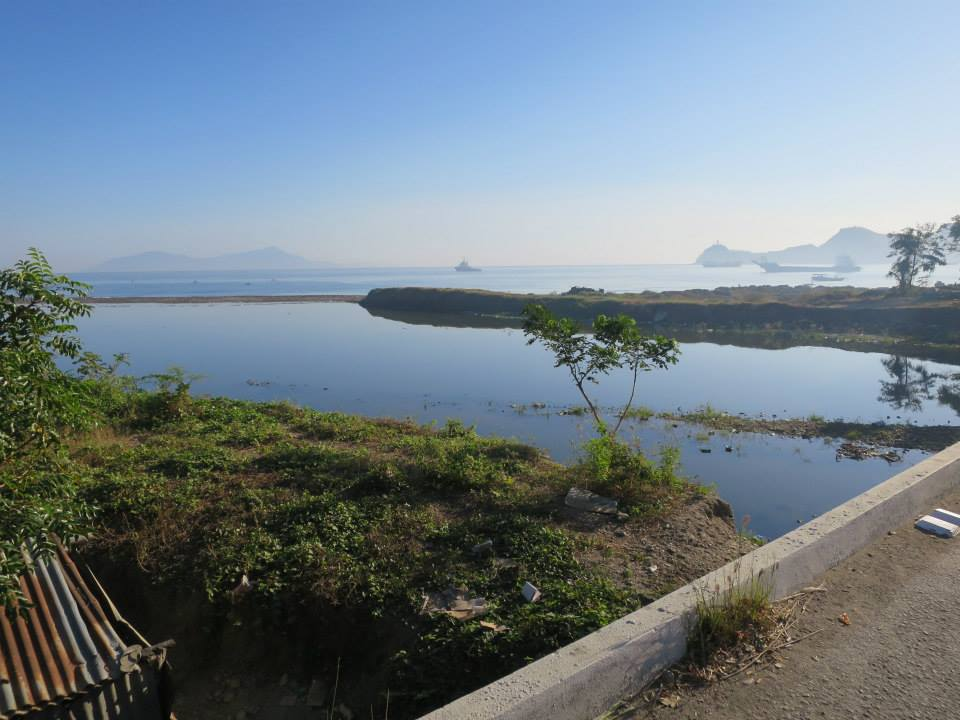
Blick nach Osten über die Mündung des Mota Clarans
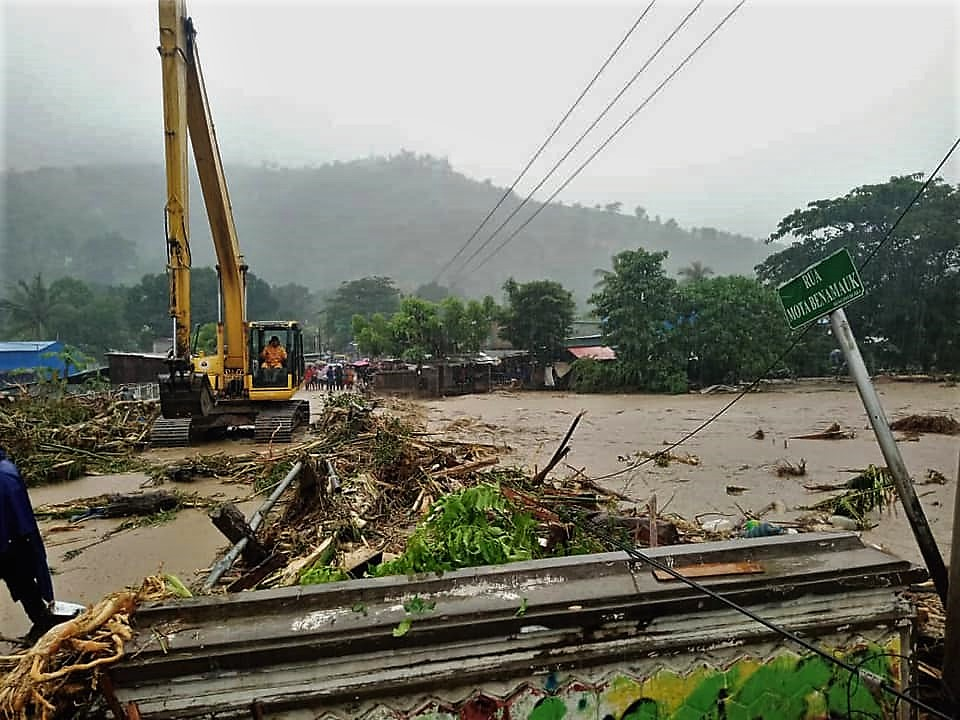
Der Benamauc während der Überschwemmung 2021